# 슈톨베르크 (노르트라인베스트팔렌주)

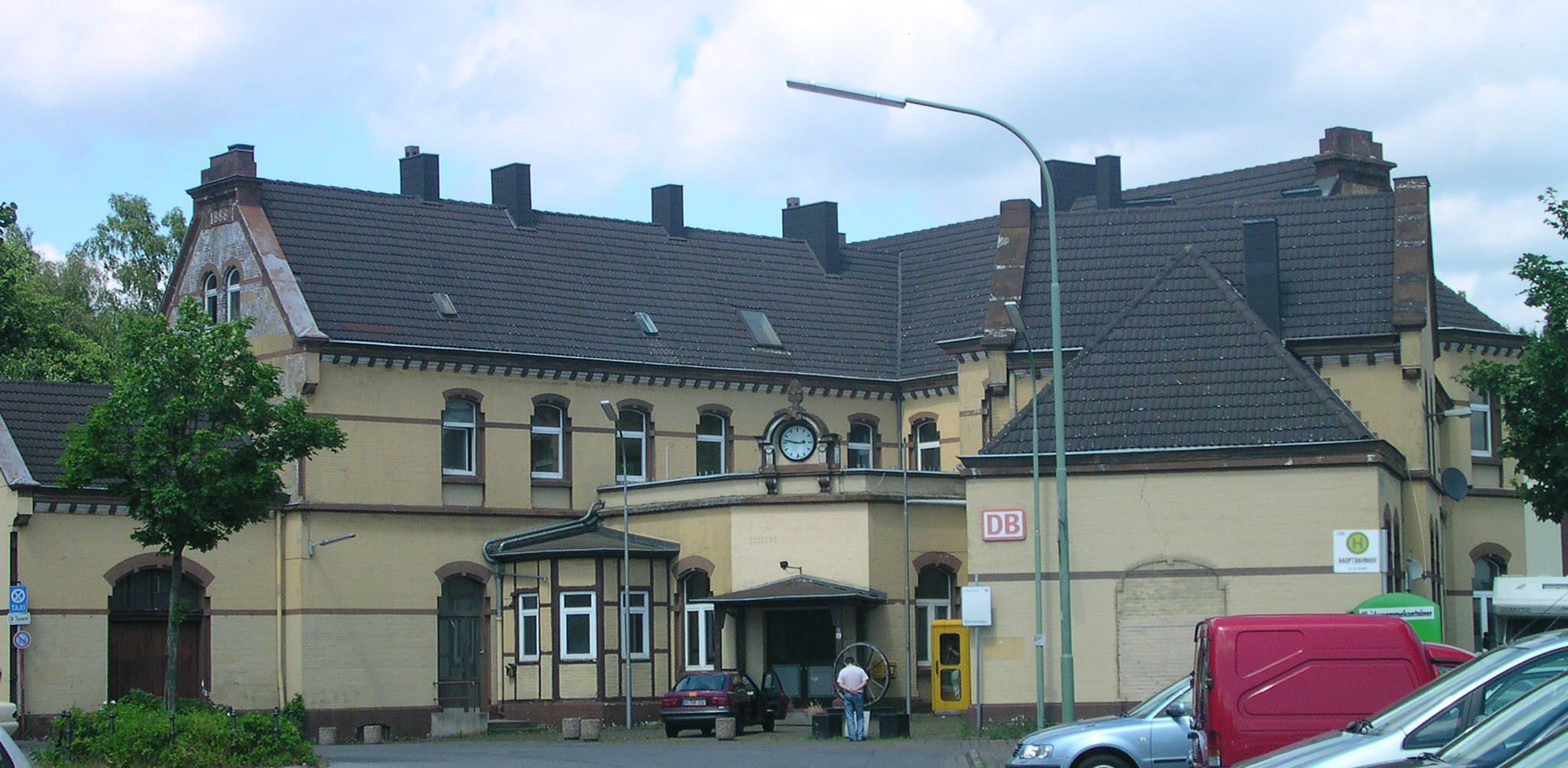
슈톨베르크 철도역

슈톨베르크(독일어: Stolberg)는 독일 노르트라인베스트팔렌주에 위치한 도시로 면적은 98.52km2, 인구는 56,191명(2013년 12월 31일 기준), 인구 밀도는 570명/km2이다. 아헨에서 동쪽으로 약 5km 정도 떨어진 곳에 위치하며 아이펠 화산 주변의 계곡과 접한다. 북쪽으로는 에슈바일러와 접한다.

시 문장

## 같이 보기
- 슈톨베르크 (작센안할트주)